# الذنبة (النادرة)

تعديل مصدري - تعديل

الذنبة محلة تابعة لقرية المصلول، التابعة لعزلة العارضة بمديرية النادرة إحدى مديريات محافظة إب في الجمهورية اليمنية، بلغ تعداد سكانها 61 حسب تعداد اليمن لعام 2004.